# Marie Zdeňka Baborová-Čiháková
Marie Zdeňka Baborová-Čiháková (17. ledna 1877 Praha – 29. září 1937 Čelákovice) byla česká botanička a zooložka, první žena v českých zemích, která získala titul doktorky filozofie.

## Životopis
Narodila se jako druhé ze tří dětí v rodině Josefa Babora (1841), řídícího učitele hlavní farní školy u kostela sv. Havla na Starém Městě pražském, pozdějšího učitele dívčí školy v Bubenči a jeho manželky Anny, rozené Lirschové ze Smíchova. Do obecné i měšťanské školy chodila na Starém Městě u kostela sv. Jakuba. Ve studiích pokračovala na soukromé střední dívčí škole spolku Minerva, založeného v Praze koncem 19. století Eliškou Krásnohorskou a středoškolská studia zakončila maturitní zkouškou 14. července 1896 na c. k. akademickém gymnasiu v Praze. Již předtím se v roce 1895 stala hospitantkou na c. k. české universitě Karlo-Ferdinandově v Praze, kde studovala u významných osobností, jakými byli prof. Vejdovský, Woldřich, Čelakovský, Frič, Jan Palacký, Šafařík ad. Současně studovala některé teoretické obory na české fakultě lékařské v ústavu prof. dr. J. V. Rohona, dále zoologii a botaniku na filosofické fakultě německé university Pražské u prof. dr. B. Hatschka, dr. C. J. Coriho, dr. R. Wettsteina ryt. z Westersheimu a dr. V. Schiffnera.
Absolutoria dosáhla dne 30. července 1900 a dne 17. června 1901 byla jako první žena v českých zemích slavnostně promována v Praze doktorkou filozofie. Po celou dobu studií jí byl mecenášem strýc, rada vrchního zemského soudu Alois Babor a mravní oporou její bratr neurolog Josef Babor (* 1872), pozdější profesor všeobecné biologie na lékařské fakultě university v Bratislavě. Podnikla několik zahraničních studijních cest, např. Vídeň, Štýrský Hradec, Lublaň, Terst, Rovinj, Záhřeb, Pešť, Vratislav, Berlín, Mnichov, Stuttgart, Štrasburk, Curych, Basilej, Nancy a Paříž a v roce 1901 se zúčastnila „V. internationálního kongressu zoologického“ v Berlíně, kde přednášela o preparaci dírkonošců (foraminifer) a o tukovém tělese hmyzu.
Po promoci pracovala jako asistentka v Ústavu pro zoologii, srovnávací anatomii a embryologii Karlovy Univerzity. Společně se svým bratrem se podílela na Velkém ilustrovaném přírodopisu všech tří říší pod redakcí prof. J. Jandy a zpracovala také některá hesla pro Ottův slovník naučný.
V roce 1903 se provdala za Stanislava Čiháka, ředitele První diskontní společnosti v Praze a od roku 1910 spolumajitele továrny na zemědělské stroje v Čelákovicích – firma „Červinka a Čihák“. Měli spolu dvě dcery, z nichž mladší ve věku 14 let zemřela na následky španělské chřipky. Do konce svého života žili v domě čp. 319 v Palackého ulici v Čelákovicích. Místo jejich posledního odpočinku je v rodišti manžela, v Jílovém u Prahy.